# 杉田伯元
杉田 伯元（すぎた はくげん、1763年9月14日（宝暦13年8月7日）- 1833年7月8日（天保4年5月21日））は、江戸時代後期の蘭方医である。旧姓は建部、名は勤もしくは公勤。号は紫石、牆東居士。字は士業。幼名は亮策。

## 経歴・人物
一関藩医の建部清庵の子として生まれる。16歳の頃に大槻玄沢らと共に杉田玄白の門下となり、後に養子となり杉田姓に改姓した。その後小浜藩医となり、1789年（寛政元年）には玄白の娘である扇と結婚し、家業を継いだ。1809年（文化6年）には江戸幕府の命により、オランダ地理書を幕府に献じた事で、給料として銀20枚を受け取った。

## 主な著作物
- 『和蘭医事問答』- 玄沢との編集[1]。元は実父の清庵、養父の玄白が共同で執筆した往復書簡[1]。